# ICasualties.org
iCasualties.org или Iraq Coalition Casualty Count — независимый интернет-сайт, созданный в мае 2003 года разработчиком программного обеспечения Майклом Уайтом (Стоун-Маунтин, Джорджия, США) для отслеживания потерь, понесённых многонациональной коалицией во главе с США в ходе боевых действий в Ираке.
Сайт собирает информацию о потерях, понесённых Многонациональными силами (MNF) в Ираке и Международными силами содействия безопасности (ISAF) в Афганистане, используя официальные сообщения Министерства обороны США, американского Центрального командования, MNF, Министерства обороны Великобритании, а также ряда информационных агентств. Со временем происходил рост проекта: с января 2005 года отслеживается информация о потерях сил безопасности Ирака, с марта 2005 — жертвы среди гражданского населения Ирака.
Сайт считается достаточно авторитетным источником; в ряде случаев на него ссылались такие влиятельные СМИ, как Би-Би-Си, «Голос Америки», «Нью-Йорк Таймс», «Вашингтон Пост».